# Richard Wright (artiste)
Pour les articles homonymes, voir Richard Wright et Wright.
 (décembre 2016).
Si vous disposez d'ouvrages ou d'articles de référence ou si vous connaissez des sites web de qualité traitant du thème abordé ici, merci de compléter l'article en donnant les références utiles à sa vérifiabilité et en les liant à la section « Notes et références ».
En pratique : Quelles sources sont attendues ? Comment ajouter mes sources ?
Richard Wright (né en 1960) est un artiste plasticien et un musicien né à Londres.

## Note biographique
Sa famille déménage en Écosse quand il est encore jeune. Entre 1978 et 1982, il suit les cours du Edinburgh College of Art, puis il intègre entre 1993 et 1995 le Glasgow School of Art et passe son Master of Fine Art. Il vit à Glasgow avec sa femme Sarah Lowndes, elle aussi artiste.

## Démarche
Richard Wright décore des espaces architecturaux avec des motifs géométriques très précis réalisés à la peinture ou à la feuille d'or. Les peintures de Richard Wright ont le plus souvent une durée de vie très limitée, n'excédant pas celle de l'exposition, elles sont recouvertes de peinture à la fin de l'exposition. Il semble que ce caractère éphémère intensifie l'expérience sensorielle du visiteur sachant que l'œuvre à un caractère unique limité dans le temps.
L'un des juges du Prix Turner, Andrea Schlieker, le décrit comme un "peintre ayant rejeté la toile", un autre juge parle de lui comme d'un "fresquiste moderne".
Il est lauréat du Prix Turner de 2009 pour sa fresque dorée sans titre réalisée sur le mur de la Tate Britain.

## Expositions et collections
La première exposition monographique du travail de Richard Wright a eu lieu en 1994 à la Transmission Gallery de Glasgow, depuis lors il est régulièrement exposé dans le monde entier.
Principales expositions:
- 1997 Pitura Britannica, Museum of Contemporary Art, Sydney.
- 1998 Manifesta 2, Luxembourg.
- 2000 The British Art Show 5, Talbot Rice, Edinburgh.
- 2001 Kunsthalle Bern and Tate Liverpool.
- 2002 Kunstverein für die Rheinlande und Westfalen, Düsseldorf.
- 2004 Dundee Contemporary Arts, Dundee.
- 2007 Museum of Contemporary Art San Diego.
- 2008 Carnegie International, Pittsburgh.

Des œuvres permanentes sont dans les collections du MoMA de New York, du Museum Abteiberg à Mönchengladbach, du Middlesbrough Institute of Modern Art, du Carnegie Museum of Art à Pittsburgh, de la Tate Gallery à Londres et du Museum of Contemporary Art de San Diego.